# Fjädermossbräken
Fjädermossbräken (Azolla pinnata) är en ormbunksväxt som lever flytandes på vattenytan i sjöar, träsk, långsamt flytande floder eller andra mer eller mindre stillastående vattenmassor. Den är ettårig och varje enskild individ blir upp till 2,5 centimeter bred, men 1–2 millimeter breda blad. Växten kan sprida sig mycket fort och bilda en matta över vattenytan. I USA har den därför klassats som en så kallad noxious weed, alltså en växt som är skadlig för jordbruket eller de lokala ekosystemen, av USA:s jordbruksdepartement. Den kan också orsaka stopp i bevattningspumpar och hindra fiske och båtliv.
Den förökar sig både med hjälp av sporer och genom delning, där mittstammen dör och de enskilda grenarna bildar nya individer.
IUCN kategoriserar arten globalt som livskraftig (LC).

## Utbredning
Fjädermossbräken är utbredd i de tropiska och subtropiska av Gamla världen; bland annat i Afrika, södra och östra Asien, Australien och Nya Zeeland. 

## Användning
Fjädermossbräken har tidigare använts som gödning på risfält i Asien, där den lever i symbios med bakterien Anabaena azollae. Bakterierna lever på växten där de binder kväve. I sommarsolen dör sedan växten och sjunker till botten där kvävet frigörs så att det kan tas upp av risplantorna. Den används även som ett läkemedel inom Ayurveda.